# São Félix do Araguaia
São Félix do Araguaia és un municipi de l'estat de Mato Grosso, a la Regió Centre-Oest del Brasil.